# Real Illusions: Reflections
Real Illusions: Reflections - album studyjny amerykańskiego gitarzysty Steve’a Vaia. Wydawnictwo ukazało się 18 lutego 2005 roku nakładem wytwórni muzycznej Epic Records. Album jest pierwszą częścią zapowiadanej. Na płycie znajduje się 12 zróżnicowanych utworów, z czego tylko jedenaście opisanych jest na okładce, skomponowanych w całości przez Vai'a. Pominięty na okładce utwór jest prezentem od Vai'a dla fanów. Utwór "Lotus Feet" został zarejestrowany w Holandii podczas serii występów "Aching Hunger".
Pochodząca z płyty kompozycja "Lotus Feet" była nominowana do nagrody Grammy w kategorii Best Rock Instrumental Performance.

## Lista utworów
Opracowano na podstawie materiału źródłowego.
1. "Building the Church" – 4:58
2. "Dying for Your Love" – 4:50
3. "Glorious" – 4:35
4. "K'm-Pee-Du-Wee" – 4:00
5. "Firewall" – 4:19
6. "Freak Show Excess" – 6:51
7. "Lotus Feet" – 6:45
8. "Yai Yai" – 2:37
9. "Midway Creatures" – 3:42
10. "I'm Your Secrets" – 4:26
11. "Under it All" – 8:07

## Twórcy
Opracowano na podstawie materiału źródłowego.
| - Steve Vai - gitara, wokal, produkcja muzyczna, inżynieria dźwięku, miksowanie - Billy Sheehan - gitara basowa, wokal - Bryan Beller - gitara basowa - Tony MacAlpine - gitara, instrumenty klawiszowe, wokal - Jeremy Colson - instrumenty perkusyjne, perkusja - Gregg Bissonette - instrumenty perkusyjne - Stacy Ellis - wokal wspierający - Dan Higgins - saksofon - Larry Williams - saksofon - Bill Reichenbach - puzon - Charlie Loper - puzon - Gary Grant - trąbka - Jerry Hey - trąbka - Pia Vai - harfa - Chris Opperman - fortepian - David Kole - orkiestracje - Dick Bakker - dyrygent - Len Birman - melorecytacja - Ruby Birman - melorecytacja | - Jeff Mallard - melorecytacja - Michael Mesker - melorecytacja - Thomas Nordegg - melorecytacja - Laurel Fishman - melorecytacja - Fire Vai - melorecytacja - Paul Bliven - asystent inżyniera dźwięku - Neil Citron - asystent inżyniera dźwięku - Bernie Grundman - mastering - Andrea Cobb - okładka - Larry DiMarzio - zdjęcia - Michael Lau Robles - dizajn - Hooshik Bayliss - kolaż - Tony Sartino - stylizacja - Priscila Bara - management - Daniel Schmidt - management - John A. Sepetys - management - Ruta E. Sepetys - management - Kaz Utsunomiya - A&R - Pamela Dancy - koordynacja produkcji |

## Listy sprzedaży
| Lista                  | Kraj              | Pozycja |
| ---------------------- | ----------------- | ------- |
| Billboard 200          | Stany Zjednoczone | 147     |
| Top Independent Albums | Stany Zjednoczone | 15      |
| Top Internet Albums    | Stany Zjednoczone | 147     |
| MegaCharts             | Holandia          | 88      |
| SNEP                   | Francja           | 110     |